# Dendrolycosa fusca
Dendrolycosa fusca är en spindelart som beskrevs av Carl Ludwig Doleschall 1859. Dendrolycosa fusca ingår i släktet Dendrolycosa och familjen vårdnätsspindlar. Inga underarter finns listade i Catalogue of Life.